# Крымский район
Кры́мский район — административно-территориальная единица и муниципальное образование (муниципальный район) в составе Краснодарского края России.
Административный центр — город Крымск.

## География
Крымский район расположен в юго-западной части Краснодарского края. Общая площадь его составляет 1,6 тыс. км². на севере граничит со Славянским районом, граница района проходит по реке Кубань, на западе граничит с Анапским районом, на востоке граничит с Абинским районом, на юге — с Новороссийском и Геленджиком.
Территория Крымского района входит в две зоны: Прикубанскую наклонную равнину и область средне-высоких гор западной части оконечности Большого Кавказа.

## История
Район был образован 2 июня 1924 года в составе Кубанского округа Юго-Восточной области. В его состав вошла часть территории упраздненного Славянского отдела Кубано-Черноморской области. Первоначально район включал в себя 28 сельских советов: Благодарненский, Верхнеадагумский, Верхнемеретукский, Володарский, Гладковский, Горно-Весёлый, Греческий, Дружный, Киевский, Котляревский, Красный, Крымский, Крымско-Слободский, Ленинский, Лесной, Мелиховский, Молдаванский, Неберджаевский, Нижнебаканский, Нижнемеретукский, Новоукраинский, Павловский, Подгорный, Псебепский, Русский, Садовый и Черноморский, Свободненский, Тихий.
С 16 ноября 1924 года район в составе Северо-Кавказского края.
10 октября 1925 года Крымский район был передан в состав Черноморского округа.
27 февраля 1930 года из части территории Крымского района и Абинского района Кубанского округа был образован Греческий национальный район с центром в станице Крымской.
16 февраля 1932 года в состав района была включена территория упраздненного Абинского района.
С 10 января 1934 года район в составе Азово-Черноморского края.
31 декабря 1934 года Абинский район был восстановлен.
10 августа 1935 года Крымский район был упразднен, его территория вошла в состав Греческого района.
22 февраля 1938 года Греческий район был переименован в Крымский, а районный центр перенесен в станицу Крымская.
16 апреля 1940 года часть территории Крымского района вошла в состав вновь образованного Варениковского района с центром в станице Варениковская.
22 августа 1953 года в состав района вошла часть территории упраздненного Варенниковского района.
11 февраля 1963 года в состав района вошли сельские советы Абинского и упраздненного Северского районов.
1 февраля 1963 года был образован Крымский сельский район.
12 января 1965 года был восстановлен Абинский район, а 30 декабря 1966 года — Северский район.
4 сентября 1981 года город Крымск был отнесен к категории городов краевого подчинения и выведен из состава района, оставаясь его центром.
В 1993 году была прекращена деятельность сельских Советов, территории сельских администраций преобразованы в сельские округа.
В 2005 году в районе были образованы 11 муниципальных образований, включая город Крымск.

7 июля 2012 года — в районе произошло разрушительное наводнение, в результате которого погибло более 130 человек. В общей сложности в зоне бедствия в районе оказалось 12 тысяч человек, более 4 тысяч домов, 12 социальных объектов — школы, детские сады, два медицинских склада.

## Население
| 1939     | 1959     | 1970     | 1979     | 1989     | 1999     | 2002     | 2009     | 2010     |
| -------- | -------- | -------- | -------- | -------- | -------- | -------- | -------- | -------- |
| 77 181   | ↗93 351  | ↗110 600 | ↗111 944 | ↘62 859  | ↗68 551  | ↗70 576  | ↗73 563  | ↗74 761  |
| 2011     | 2012     | 2013     | 2014     | 2015     | 2016     | 2017     | 2018     | 2019     |
| ↗132 352 | ↗133 911 | ↘133 837 | ↗134 069 | ↘133 721 | ↘133 551 | ↗133 659 | ↘133 630 | ↗134 622 |
| 2020     | 2021     | 2023     | 2024     | 2025     |          |          |          |          |
| ↗134 907 | ↘130 891 | ↘130 802 | ↗131 296 | ↘130 986 |          |          |          |          |

Численность населения Крымского района по состоянию на 1 января 2011 года составляет 132,3 тыс. человек, в том числе экономически активного — 35 %.
Среди всего населения мужчины составляют — 46,7 %, женщины — 53,3 %. Женского населения фертильного возраста — 32883 человека (48,6 % от общей численности женщин). Дети от 0 до 17 лет — 28882 (21,6 % всего населения), взрослых — 104777 человека (78,4 %). В общей численности населения 75617 (59,6 %) — лица трудоспособного возраста, 22,3 % — пенсионеры.
Национальный состав
По итогам переписи населения 2020 года проживали следующие национальности (национальности менее 0,1 % и другое см. в сноске к строке «Другие»):
| Национальность  | Численность, чел. | Доля     |
| --------------- | ----------------- | -------- |
| Русские         | 112 840           | 86,21 %  |
| Армяне          | 3511              | 2,68 %   |
| Турки           | 2224              | 1,70 %   |
| Татары          | 2142              | 1,64 %   |
| Греки           | 2133              | 1,63 %   |
| Украинцы        | 901               | 0,69 %   |
| Езиды           | 775               | 0,59 %   |
| Ассирийцы       | 545               | 0,42 %   |
| Крымские татары | 441               | 0,34 %   |
| Молдаване       | 328               | 0,25 %   |
| Белорусы        | 238               | 0,18 %   |
| Азербайджанцы   | 202               | 0,15 %   |
| Узбеки          | 192               | 0,15 %   |
| Немцы           | 160               | 0,12 %   |
| Цыгане          | 156               | 0,12 %   |
| Грузины         | 147               | 0,11 %   |
| Другие          | 3956              | 3,02 %   |
| Итого           | 130 891           | 100,00 % |

### Урбанизация
В городских условиях (Крымск) проживают 41,80 % населения района.

## Административно-муниципальное устройство
В рамках административно-территориального устройства края, Крымский район включает 9 сельских округов, при этом Крымск является городом краевого подчинения.
В рамках организации местного самоуправления в Крымский район входят одно городское и 10 сельских поселений:
| №  | Муниципальное образование         | Административный центр | Количество населённых пунктов | Население (чел.) | Площадь (км²) |
| -- | --------------------------------- | ---------------------- | ----------------------------- | ---------------- | ------------- |
| 1  | Крымское городское поселение      | город Крымск           | 2                             | ↘54 613          | 47,04         |
| 2  | Адагумское сельское поселение     | хутор Адагум           | 9                             | ↗4569            | 205,09        |
| 3  | Варениковское сельское поселение  | станица Варениковская  | 5                             | ↗17 384          | 177,71        |
| 4  | Кеслеровское сельское поселение   | хутор Павловский       | 10                            | ↘5279            | 136,11        |
| 5  | Киевское сельское поселение       | село Киевское          | 18                            | ↗9365            | 193,84        |
| 6  | Мерчанское сельское поселение     | село Мерчанское        | 5                             | ↘2095            | 79,30         |
| 7  | Молдаванское сельское поселение   | село Молдаванское      | 19                            | ↘8883            | 179,44        |
| 8  | Нижнебаканское сельское поселение | станица Нижнебаканская | 4                             | ↘10 669          | 111,78        |
| 9  | Пригородное сельское поселение    | хутор Новоукраинский   | 7                             | ↗6618            | 87,06         |
| 10 | Троицкое сельское поселение       | станица Троицкая       | 4                             | ↘6970            | 209,75        |
| 11 | Южное сельское поселение          | посёлок Южный          | 7                             | ↗4357            | 174,13        |

## Населённые пункты
Распределение населения района:
 Крымск (41,80 %) Варениковская (11,75 %) Нижнебаканская (6,56 %) Троицкая  (4,63 %) Киевское  (4,40 %) Остальные (30,86 %)
В Крымском районе 90 населённых пунктов:
| №  | Населённый пункт     | Тип                               | Население | Муниципальное образование |
| -- | -------------------- | --------------------------------- | --------- | ------------------------- |
| 1  | Адагум               | хутор                             | ↗2827     | Адагумское                |
| 2  | Аккерменка           | хутор                             | ↘25       | Адагумское                |
| 3  | Анапский             | хутор                             | ↗448      | Кеслеровское              |
| 4  | Армянский            | хутор                             | ↗1481     | Пригородное               |
| 5  | Баранцовское         | село                              | ↘167      | Адагумское                |
| 6  | Безводный            | хутор                             | ↗125      | Молдаванское              |
| 7  | Борисовский          | хутор                             | ↗14       | Киевское                  |
| 8  | Варениковская        | станица                           | ↗15 385   | Варениковское             |
| 9  | Верхнеадагум         | хутор                             | →193      | Крымское                  |
| 10 | Верхняя Ставрополька | хутор                             | ↗133      | Пригородное               |
| 11 | Весёлый              | хутор                             | ↘161      | Кеслеровское              |
| 12 | Весёлый              | хутор                             | ↘397      | Мерчанское                |
| 13 | Весёлый              | хутор                             | ↗251      | Южное                     |
| 14 | Виноградный          | посёлок                           | ↘594      | Молдаванское              |
| 15 | Гапоновский          | хутор                             | ↗49       | Нижнебаканское            |
| 16 | Гвардейское          | село                              | ↗195      | Киевское                  |
| 17 | Гладковская          | станица                           | ↘298      | Кеслеровское              |
| 18 | Горно-Весёлый        | хутор                             | ↘187      | Молдаванское              |
| 19 | Даманка              | хутор                             | ↗981      | Молдаванское              |
| 20 | Долгождановский      | хутор                             | ↘7        | Молдаванское              |
| 21 | Евсеевский           | хутор                             | ↗663      | Южное                     |
| 22 | Жемчужный            | посёлок                           | 280       | Нижнебаканское            |
| 23 | Западный             | хутор                             | ↗22       | Троицкое                  |
| 24 | Калиновка Вторая     | хутор                             | ↘56       | Киевское                  |
| 25 | Калиновка Первая     | хутор                             | →0        | Киевское                  |
| 26 | Карла Маркса         | хутор                             | →50       | Киевское                  |
| 27 | Кеслерово            | село                              | ↗1036     | Кеслеровское              |
| 28 | Киевское             | село                              | ↗5765     | Киевское                  |
| 29 | Красная Батарея      | хутор                             | ↗812      | Кеслеровское              |
| 30 | Красный              | хутор                             | ↗123      | Молдаванское              |
| 31 | Красный              | хутор                             | ↗837      | Южное                     |
| 32 | Красный Октябрь      | хутор                             | ↗293      | Кеслеровское              |
| 33 | Крымск               | город, административный центр     | ↗54 756   | Крымское                  |
| 34 | Кубанская Колонка    | хутор                             | ↘373      | Адагумское                |
| 35 | Кувичинский          | хутор                             | ↘339      | Троицкое                  |
| 36 | Ленинский            | хутор                             | ↘69       | Киевское                  |
| 37 | Ленинский            | хутор                             | ↗98       | Молдаванское              |
| 38 | Львовский            | хутор                             | ↗82       | Киевское                  |
| 39 | Майоровский          | хутор                             | ↘129      | Мерчанское                |
| 40 | Меккерстук           | хутор                             | ↗219      | Молдаванское              |
| 41 | Мерчанское           | село                              | ↗983      | Мерчанское                |
| 42 | Милютинский          | хутор                             | ↘47       | Молдаванское              |
| 43 | Мова                 | хутор                             | ↘168      | Мерчанское                |
| 44 | Могукоровский        | хутор                             | ↘547      | Троицкое                  |
| 45 | Молдаванское         | село                              | ↘3216     | Молдаванское              |
| 46 | Неберджаевская       | станица                           | ↗1791     | Нижнебаканское            |
| 47 | Некрасовский         | хутор                             | ↗39       | Киевское                  |
| 48 | Непиль               | хутор                             | ↗677      | Адагумское                |
| 49 | Нефтепромысел        | посёлок                           | ↗38       | Кеслеровское              |
| 50 | Нефтепромысловый     | посёлок                           | ↗336      | Адагумское                |
| 51 | Нижнебаканская       | станица                           | ↗8590     | Нижнебаканское            |
| 52 | Нижняя Ставрополька  | хутор                             | ↘86       | Пригородное               |
| 53 | Никитинский          | хутор                             | ↗56       | Киевское                  |
| 54 | Новокалиновка        | хутор                             | ↗14       | Кеслеровское              |
| 55 | Новокрымский         | хутор                             | ↗371      | Молдаванское              |
| 56 | Новомихайловский     | хутор                             | ↘3        | Адагумское                |
| 57 | Новопокровское       | село                              | ↘188      | Адагумское                |
| 58 | Новотроицкий         | хутор                             | ↘843      | Южное                     |
| 59 | Новоукраинский       | хутор                             | ↗4262     | Пригородное               |
| 60 | Новый                | хутор                             | ↘7        | Киевское                  |
| 61 | Ольховский           | хутор                             | ↗97       | Киевское                  |
| 62 | Орджоникидзе         | хутор                             | ↗62       | Молдаванское              |
| 63 | Павловский           | хутор                             | ↗1091     | Кеслеровское              |
| 64 | Первенец             | посёлок                           | ↗329      | Молдаванское              |
| 65 | Плавненский          | хутор                             | ↗624      | Киевское                  |
| 66 | Плавни               | хутор                             | ↗105      | Южное                     |
| 67 | Подгорный            | хутор                             | →0        | Молдаванское              |
| 68 | Пролетарский         | хутор                             | →11       | Адагумское                |
| 69 | Прохладный           | хутор                             | ↘185      | Молдаванское              |
| 70 | Русское              | село                              | ↘476      | Молдаванское              |
| 71 | Садовый              | хутор                             | ↗1021     | Кеслеровское              |
| 72 | Садовый              | хутор                             | ↗163      | Киевское                  |
| 73 | Саук-Дере            | посёлок                           | ↗1981     | Молдаванское              |
| 74 | Свет                 | хутор                             | ↘113      | Варениковское             |
| 75 | Свобода              | хутор                             | ↗78       | Молдаванское              |
| 76 | Семенцовка           | хутор                             | ↘3        | Пригородное               |
| 77 | Тетерятник           | хутор                             | ↘1        | Киевское                  |
| 78 | Троицкая             | станица                           | ↘6065     | Троицкое                  |
| 79 | Трудовой             | хутор                             | ↘138      | Молдаванское              |
| 80 | Ударное              | село                              | ↘62       | Киевское                  |
| 81 | Урма                 | хутор                             | ↗72       | Киевское                  |
| 82 | Фадеево              | село                              | ↗663      | Варениковское             |
| 83 | Чекон                | посёлок железнодорожного разъезда | →8        | Варениковское             |
| 84 | Черноморский         | хутор                             | ↘500      | Южное                     |
| 85 | Шептальский          | хутор                             | ↘325      | Пригородное               |
| 86 | Шибик                | хутор                             | ↘0        | Пригородное               |
| 87 | Школьный             | хутор                             | ↗1203     | Варениковское             |
| 88 | Экономическое        | село                              | ↘1555     | Киевское                  |
| 89 | Южный                | посёлок                           | ↗1020     | Южное                     |
| 90 | Ястребовский         | хутор                             | ↘213      | Мерчанское                |

### Упразднённые населённые пункты
- хутор Трудовой

## Люди, связанные с районом
Райлян, Александр Максимович — Герой Советского Союза, 19.04.1954 г.р. уроженец с. Молдаванского

## Экономика
В первом полугодии 2011 года положительная динамика наблюдается по всем видам экономической деятельности.
Оборот крупных и средних предприятий составил 6,4 млрд рублей и на 18,3 % увеличился по сравнению с аналогичным периодом 2010 года.
Доля экономически активного населения района составляет 35 %, из них 80 % реально заняты в экономике, в том числе 40 % — в малом и среднем бизнесе.
За первое полугодие 2011 года доля малого и среднего предпринимательства в общем объёме налоговых поступлений составила 20,6 %.
Консолидированный бюджет края по Крымскому району на 2011 год принят в сумме 1675 млн.рублей, что составляет 104 % к уровню прошлого года, в том числе налоговые доходы — 1554,5 млн.рублей, неналоговые доходы — 114,7 млн.рублей и безвозмездные поступления — 5,8 млн.руб.

### Промышленность
- Пищевая промышленность:

В районе есть известные винодельческие хозяйства — винсовхоз Саук-Дере, агрофирма «Аврора», в хуторе Садовом — французско-российское предприятие «Шато ле гран Восток» (натуральные сухие вина). Винодельческое хозяйство «Лефкадия» в селе Молдаванское.
- Единственный в России «Йодный завод» в станице Троицкой (но не единственное производство йода в стране вообще, так как йод попутно производят на фармацевтических предприятиях Новосибирска, Тулы, Ярославля).

### Сельское хозяйство
В районе выращивают зерновые и зернобобовые культуры, овощи, плоды и ягоды, виноград, табак. Площадь сельхозугодий составляет 92,4 тыс. га, из них пашни — 60,9 тыс. га. Производством риса занимаются 5 хозяйств на площади более 2000 гектаров. Более 500 сельскохозяйственных предприятий и фермерских хозяйств.
Молочно-мясное скотоводство, свиноводство, птицеводство, пчеловодство, звероводство (норки, нутрии). Создаются рыбоводческие хозяйства. Тепличный комбинат Гавриш, Питомник декоративных культур.

## Транспорт

Станция «Разъезд 9 км»

Протяжённость автомобильных дорог составляет 524 км. Через территорию Крымского района проходят автомобильные дороги Краснодар — Новороссийск; Краснодар — Анапа; Крымск — порт Кавказ; Крымск — Тамань; Крымск — Темрюк; Крымск — Ростов-на-Дону (через Тимашёвск).
Протяжённость железных дорог 110 км. В Крымском районе находится крупный железнодорожный узел, основные грузопотоки которого ориентированы на морские порты края: Новороссийск, Анапа, Темрюк, порт Кавказ.

## Военные объекты
Севернее города Крымска находится военный аэродром «Крымск».